# Troglohyphantes svilajensis
Troglohyphantes svilajensis är en spindelart som först beskrevs av Josef Kratochvíl 1948.  Troglohyphantes svilajensis ingår i släktet Troglohyphantes och familjen täckvävarspindlar.
Artens utbredningsområde är Kroatien.

## Underarter
Arten delas in i följande underarter:
- T. s. bosnicus
- T. s. noctiphilus